# Aleksandr Ivanovič Medvedkin
Aleksandr Ivanovič Medvedkin (Penza, 8 marzo 1900 – Mosca, 19 febbraio 1989) è stato un regista cinematografico sovietico.

## Biografia
Non conforme ai principi del realismo socialista nel 1932 fu il coordinatore del Progetto Kinopoezd (Cinetreno). Particolarmente stimato negli anni della contestazione del Sessantotto riguardo alla dimensione politica del cinema e alla sua efficacia. Medvedkin, è stato scritto, mostrando nelle fabbriche e nelle città dei fatti, delle tecnologie, delle lotte filmate operava non soltanto mostrando ma dimostrando, considerato che se il cinema può rendere lo spettatore meno cieco non per questo lo rende automaticamente meno impotente.

## Filmografia parziale

### Regista
- Sčast'e (1934)
- Čudesnica (1936)[3]
- Novaja Moskva (1938)[4]
- Cvetuščaja junost' (1939)
- My ždёm vas s pobedoj (1941)
- Osvoboždёnnaja zemlja (1946)